# グランビル郡 (ノースカロライナ州)

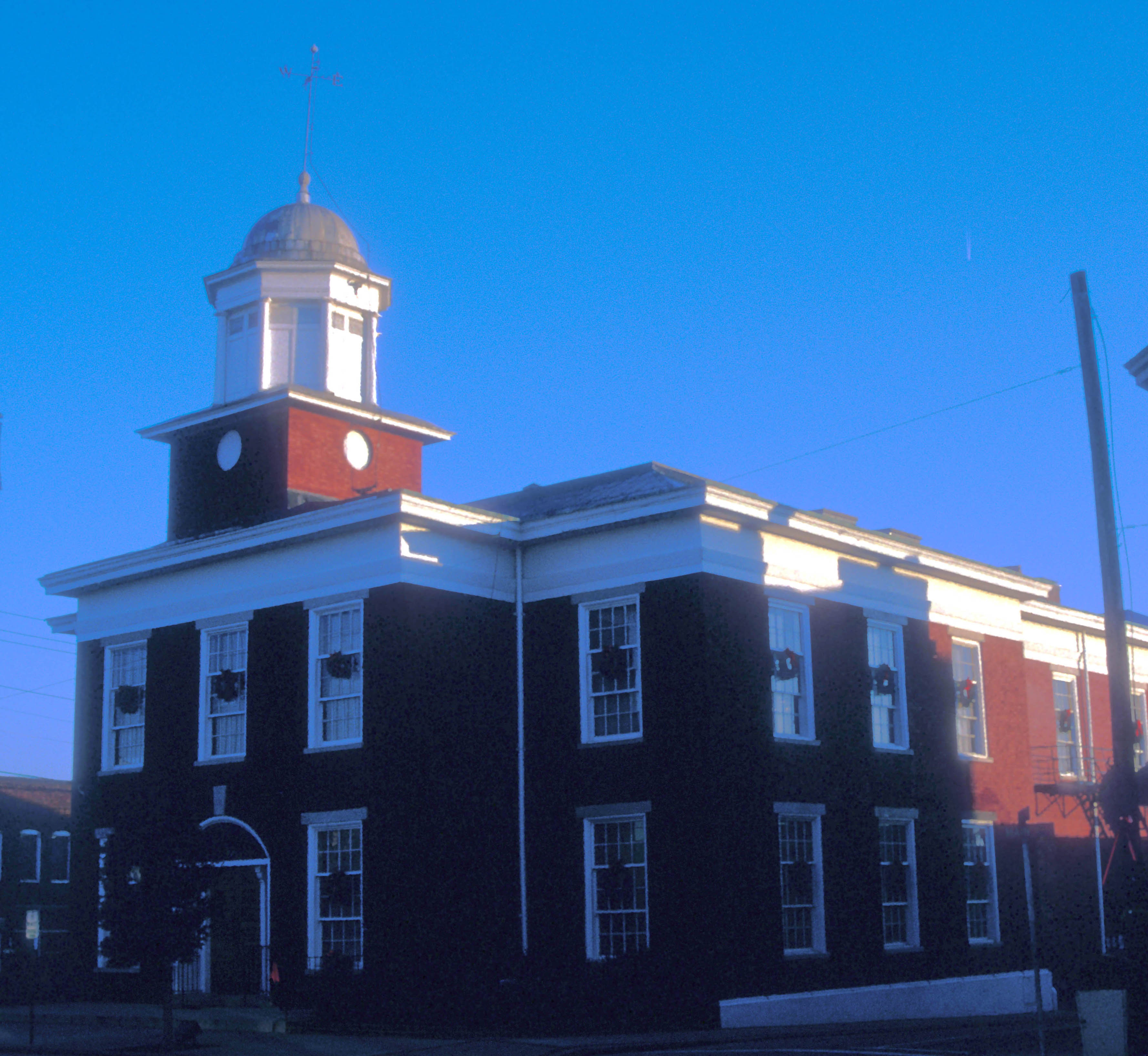
グランビル郡庁舎

グランビル郡（英: Granville County）は、アメリカ合衆国ノースカロライナ州の中央部に位置する郡である。2010年国勢調査での人口は59,916人であり、2000年の48,498人から23.5%増加した。郡庁所在地はオックスフォード市（人口8,461人）であり、同郡で人口最大の都市でもある。

## 歴史
グランビル郡は1746年にエッジコム郡から分離して設立された。郡名は、カロライナ植民地初期の1865年に、8人の植民地領主に与えられた勅許土地の8分の1を承継した第2代グランヴィル伯爵ジョン・カートレットに因んで名付けられた。その土地はノースカロライナ州のほぼ北半分に相当し、この地域はグランビル地区、またオックスフォードとも呼ばれるようになった。
1752年、グランビル郡、ブレイデン郡、ジョンストン郡のそれぞれ一部を合わせ、オレンジ郡が設立された。1764年、グランビル郡の東側がビュート郡となった（現在はフランクリン郡とウォーレン郡に分割）。最後は1881年、グランビル郡、フランクリン郡、ウォーレン郡のそれぞれ一部を合わせ、バンス郡が作られた。
ジョン・ペン（1741年-1788年）はアメリカ初期の裕福な政治家であり、ノースカロライナの代表としてアメリカ独立宣言に署名した3人の1人となった。ペンは法廷弁護士として認められた後の1774年にグランビル郡に移転した。グランビル郡はカロライナの独立運動では中心地となった。著名な弁舌家となったペンは1775年の第三次植民地議会の議席を獲得し、1776年には大陸会議代議員のリチャード・キャズウェルに代わり、フィラデルフィアで招集された会議ではノースカロライナ代表としてウィリアム・フーパーとジョセフ・ヒューズに加わった。後にジョン・ペン、コーネリアル・ハーネット、ジョン・ウィリアムズの3人がノースカロライナのために連合規約に調印した。ペンはグランビル郡に引退し、1788年に48歳という比較的若い年齢で死亡した。その遺骸はグリーンズボロのギルフォード郡庁舎国立軍事公園に葬られている。
ノースカロライナ植民地初期の東側にあった早期郡の大半と同様、グランビル郡はタスカローラ戦争の舞台になった。インディアンが敗北すると、バージニアの農夫達とその家族がグランビル郡に入植し、タバコの栽培に集中した。この地域のまだ幼い経済には奴隷の労働力が不可欠であることがわかり、南北戦争の開始時点では、グランビル郡のプランテーション所有者が1万人以上の奴隷を使っていた。
南北戦争のとき、グランビル郡から2,000名以上が南軍に仕えた。1個中隊は「グランビル・グレイズ」と呼ばれた（グレイは南軍の制服の色）。その部隊に属した兵士の大半は戦中の主要戦闘の大半に参戦した。終戦時に多くの者が生き残っていた。
南北戦争の結果、グランビル郡を反映させていたプランテーションと奴隷労働力の経済は終わったが、オックスフォードにはアフリカ系アメリカ人がいて、また明るい葉のタバコが見つかったこともあって、郡内の農業は発展を続けた。郡内の多くのアフリカ系アメリカ人は南北戦争開戦前に自由となっており、その優れた技能によって地域への貢献を続けた。黒人石工の中には郡の裕福な土地所有者のために家を建てた者もいた。さらに明るい葉のタバコは優れた換金作物になることが分かった。砂の多い土壌と新しいタバコ煙道で乾燥できることは、農夫やタバコ加工者にとって大きな利益になることが分かった。
歴史家のウィリアム・S・パウェルに拠れば、グランビル郡は数十年間州内でタバコの生産量一位を誇っていた。1800年代終盤から1900年代初期、タバコの生産で生まれた仕事があることで、オックスフォードの町が新しい工業、学校、読み書き教習所、孤児養護施設ができて繁栄するようになった。1950年代と1960年代、郡全体に様々な製造業が生まれ、農業からは離れていった。今日、製造業では陶器、タイヤ、衣類が作られている。
1800年代終盤から1900年代初期、グランビル郡はアメリカ合衆国南東部のタバコ生産者として重要な役割を果たした。アメリダン・タバコ・カンパニー、ロリラード、ブラウン・アンド・ウィリアムソン、リゲット・グループなどタバコの大会社と結びついた農園や契約があり、地元農家が繁栄した。世界恐慌の波はグランビル郡の人々にも重くのしかかった。グランビル・ウィルト病と呼ばれるタバコの病気が州内北部すべての産品をダメにした。植物学者や樹木学者はオックスフォードにあるタバコ研究センターで治療法を開発した。
第二次世界大戦の兵士訓練センターとして開設されたキャンプ・バトナー、グランビル郡、パーソン郡、ダーラム郡に跨って4万エーカー (160 km2) 以上を占めていた。戦中に3万人以上の兵士がこのキャンプ・バトナーで訓練された。ここの丘陵性の地形が、ガス爆弾への対処法、カムフラージュの使用法、川を渡るやり方などを兵士に教えるために役立つことが分かった。さらにドイツやイタリア兵捕虜がキャンプ・バトナーでコックや用務員を務めた。現在のその跡地は州政府に属し、アムステッド病院が跡地に建てられている。

## 郡政府
グランビル郡は、地域自治体の組織であるカー・タール地域自治体委員会のメンバーである。郡政府は州法に従い、郡政委員会・マネジャー方式を採用している。郡政委員会は7人の委員で構成されている。

## 地理
アメリカ合衆国国勢調査局に拠れば、郡域全面積は537平方マイル (1,390.8 km2)であり、このうち陸地531平方マイル (1,375.3 km2)、水域は5平方マイル (12.9 km2)で水域率は1.02%である。

### 郡区
グランビル郡は9つの郡区に分割されている。ブラスフィールド、ダッチビル、フィッシングクリーク、オークヒル、オックスフォード、セイラム、ササフラスフォーク、タリーホー、ウォルナットグローブの各郡区である。

### 主要高規格道路
- 州間高速道路85号線
- アメリカ国道15号線
- アメリカ国道158号線
- アメリカ国道12号線
- ノースカロライナ州道49号線
- ノースカロライナ州道50号線
- ノースカロライナ州道56号線
- ノースカロライナ州道96号線

### 隣接する郡
- メクレンバーグ郡 (バージニア州) - 北
- バンス郡 - 東
- フランクリン郡 - 南東
- ウェイク郡 - 南
- ダーラム郡 - 南西
- パーソン郡 - 西
- ハリファックス郡 (バージニア州) - 北北西

## 人口動態
以下は2010年国勢調査による人口統計データである。
| 基礎データ - 人口: 59,916人 - 世帯数: 20,628 世帯 - 人口密度: 43人/km2（1112人/mi2） - 住居数: 22,827軒 - 住居密度: 16軒/km2（43軒/mi2） 人種別人口構成 - 白人: 60.4% - アフリカン・アメリカン: 32.8% - ネイティブ・アメリカン: 0.6% - アジア人: 0.5% - 太平洋諸島系: 0.1% - その他の人種: 3.9% - 混血: 1.7% - ヒスパニック・ラテン系: 7.5% | 年齢別人口構成 - 18歳未満: 22.3% - 18-24歳: 8.5% - 25-34歳: 12.0% - 35-49歳: 24.1% - 50-64歳: 20.7% - 65歳以上: 12.4% - 年齢の中央値: 40歳 - 性比（女性100人あたり男性の人口） - 総人口: 114.7 世帯と家族（対世帯数） - 18歳未満の子供がいる: 31.0% - 平均構成人数 - 世帯: 2.90人 | 収入と家計 - 収入の中央値 - 世帯: 48,196米ドル - 家族: 56,493米ドル - 収入の平均値 - 世帯: 55,849米ドル - 家族: 64,311米ドル - 人口1人あたり収入: 21,201米ドル - 貧困線以下 - 対人口: 11.9% - 対家族数: 7.6% - 18歳未満: 14.4% - 65歳以上: 11.1% |

## 都市と町

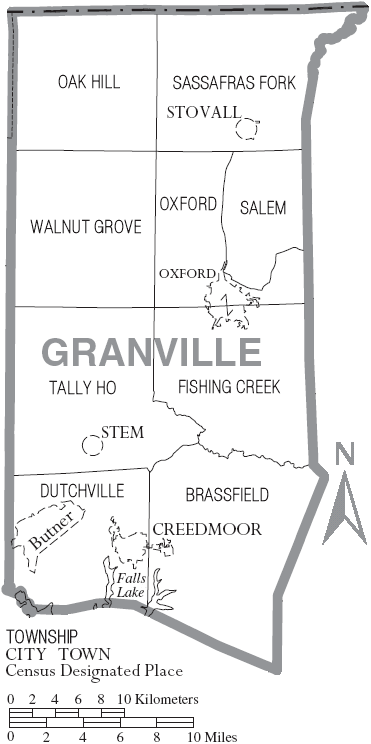
グランビル郡の自治体と郡区

- バトナー
- クリードムーア
- オックスフォード - 郡庁所在地
- ステム
- ストーバル

### 未編入の町
| - ベリア - ブラスフィールド - ブロック - カルブレス - コザート | - デクスター - グリッサム - ルイス - ノースサイド - オークヒル | - シェイクラグ - シューフライ - タリーホー - ウィルトン |

## 教育
グランビル郡教育学区には、高校4校、中学校4校、小学校9校が含まれている。

## 著名な出身者
- ジョン・ペン、アメリカ独立宣言署名者、ストーバル出身
- ジェイムズ・E・ウェッブ、NASAの管理者、タリーホー出身